# 費南多洛雷斯區
費南多洛雷斯區（西班牙語：Distrito de Fernando Lores），是秘魯的一個區，位於該國東北部洛雷託大區的邁納斯省，始建於1936年6月8日，面積4,476平方公里，海拔高度108米，2005年人口20,759，人口密度每平方公里4.6人。